# Российская партия социальной демократии
Российская партия социальной демократии — Российская политическая партия социал-либеральной (отчасти — право-социал-демократической) ориентации.
Учреждена 18 февраля 1995 года. Зарегистрирована Минюстом РФ 6 марта 1995 года (регистрационный номер 2590). 20 ноября 1998 года зарегистрированы изменения и дополнения в уставе, связанные с получением статуса «политического общественного объединения» в соответствии с новыми требованиями Минюста. Вошла в список 139 объединений, получивших право участвовать в думских выборах 1999 года. В 2001 году вошла в состав Социал-демократической партии России.

## Создание партии
Первоначальный проект, возникший в 1994 году, предполагал объединение вокруг идеи социальной демократии как уже существовавших социал-демократических партий и организаций, так и социально ориентированных демократов из числа неофитов — бывших «прорабов Перестройки».
15 сентября 1994 на пресс-конференции было объявлено о создании Оргкомитета Единого движения социал-демократии (ЕДСД) во главе с Александром Яковлевым и маршалом Евгением Шапошниковым, при участии тогдашнего председателя Социал-демократической партии России (СДПР) Анатолия Голова, председателя партии «Демократическая инициатива» Павла Бунича, председателя Российской партии свободного труда (РПСТ) Александра Орлова-Кретчмера (тогда Орлова), председателя Российского движения демократических реформ (РДДР) Гавриила Попова, председателя Крестьянской партии России (КПР) Юрия Черниченко, а также Николая Шмелева, Ивана Лаптева, Георгия Хижи, Федора Бурлацкого и других.

### I съезд РПСД
18 февраля 1995 года состоялся учредительный съезд Российской партии социальной демократии (РПСД), в котором участвовало более 300 делегатов из 65 регионов. В партию вошёл гораздо более узкий круг заметных политиков, нежели был представлен в Оргкомитете ЕДСД.
Председателем партии был избран Александр Яковлев (из 313 голосовавших 303 голоса «за» при 9 «против» и одном воздержавшемся), 1-м заместителем Председателя и председателем исполкома —Юрий Зайцев, заместителями — Елена Медведкова, Евгений Савостьянов,Андрей Коновалов и Владимир Шарапов (Самара).
Были избраны федеральный совет, 89 мест в котором было зарезервировано за представителями региональных организаций (предполагалось заполнять их по мере создания новых РО), а 39 отдано членам Оргкомитета съезда, а также федеральному правлению. Из более или менее известных людей в состав руководства РПСД вошли бывший народный депутат СССР, один из авторов «ельцинской» Конституции Сергей Алексеев, сотрудник Администрации Президента Игорь Харичев (в 1990-92 заметный деятель «Демократической России» и член РПСТ), бывший главный редактор газеты «Советская культура» Альберт Беляев, председатель Совета организации защитников Белого дома «Август-91» Александр Долгалев, главный редактор газеты «Российские вести» Валерий Кучер, член Президентского Совета Алла Ярошинская, бывший министр образования СССР Геннадий Ягодин, бывший вице-премьер РФ Георгий Хижа, актриса Лариса Голубкина.
Реально РПСД не вышло за пределы узкого круга либерально ориентированного («филатовского») крыла Администрации Президента и обслуживающих его интересы публицистов и политологов.

## РПСД в 1995—2000 гг

### II съезд РПСД
26 августа 1995 года в Москве, в киноконцертном зале гостиничного комплекса «Измайлово», прошёл II съезд РПСД, в котором приняли участие 75 делегатов из 34 регионов. Съезд был посвящён выборам в Думу, два основных вопроса:
1. о предвыборной платформе;
2. о вхождении партии в предвыборный блок «Демократический выбор России — Объединённые демократы» (ДВР-ОД).

За вхождение партии в блок ДВР-ОД проголосовало 57 делегатов (14 — против, 1 воздержался). Главным противником блокирования с Е. Гайдаром был Е.Савостьянов (Московская организация), предлагавший попытаться создать «социал-демократический блок» (с профсоюзами ФНПР и/или с Блоком Ивана Рыбкина).
Были произведены довыборы в Федеральный совет РПСД и внесены изменения в устав РПСД в соответствии с федеральным законом «Об общественных объединениях» от 19 мая 1995.

### Участие в выборах в 1995—1996 гг.
В сентябре 1995 РПСД, вместе с партией ДВР, Крестьянской партией России (КПР) и Конгрессом национальных организаций России (КНОР) стала официальным учредителем избирательного блока ДВР-ОД, председатель РПСД А. Яковлев получил в центральной части общефедерального списка блока ДВР-ОД 8-е место.
На выборах в Государственную Думу 17 декабря 1995 блок не преодолел 5-процентный барьер, получив 2.674.084 голосов избирателей (3,86 % — 9 место из 43 участников).
Заместитель председателя РПСД В. Шарапов стал депутатом Государственной Думы второго созыва по списку движения «Наш дом - Россия» (НДР) по Самарской области. В мажоритарных округах никто из членов РПСД не был избран ни от блока ДВР-ОД, ни как независимый (выдвинутая группой избирателей А. Ярошинская проиграла выборыВладимиру Лысенко).
Во время президентской избирательной кампании 1996 года РПСД входила в Общероссийское движение общественной поддержки президента (ОДОПП) и поддерживала кандидатуру Бориса Ельцина.

### Взаимодействие с другими организациями в 1996—1998 гг.
В период региональных выборов 1996—1997 гг. РПСД входила в пропрезидентский Общественный координационный совет (ОКС).
В начале октября 1996 РПСД вступила в Коалицию либеральных и правоцентристских партий (ДВР, ФПДР, КПР, КНОР и др.).
1 сентября 1998 РПСД выступила с заявлением «О путях выхода из кризисной ситуации в стране», в котором призвала все демократические силы России объединиться вокруг лидера объединения «Яблоко» Григория Явлинского — для поддержки его в качестве возможного кандидата на пост премьер-министры. 7 сентября 1998 политсовет РПСД поддержал инициативу думской фракции «Яблоко» по выдвижению кандидатуры Евгения Примакова на пост премьер-министра РФ, выразив надежду, что «это предложение будет поддержано ответственными политиками и позитивно воспринято российским обществом».

### III съезд РПСД
31 октября 1998 года в конференц-зале гостиницы «Россия» состоялся III съезд РПСД, в котором приняли участие 47 (из 51 избранного) делегатов, а также 26 членов Федерального правления РПСД, являющихся делегатами по должности. Съезд вёл депутат Госдумы В.Шарапов.
Были подтверждены решения пленумов Федерального правления о кооптации в состав ФП и политсовета новых членов (Владимира Комчатова, Леонида Куликова, руководителя Всероссийского Союза Народных домов (ВСНД) Сергея Попова, президента Российской ассоциации пекарей и кондитеров Ю.Кацнельсона, Г.Рагозина и др.). Были внесены изменения в устав партии и доизбрано несколько членов Федерального правления и политсовета.
Председателем партии вновь стал Александр Яковлев, заместителями председателя (пост первого заместителя был упразднён) — Олег Гарцев, В. Комчатов, Е. Медведкова, С. Попов и В. Шарапов. Председателем исполкома избран С.Попов.
Был также принят ряд резолюций, в том числе «Об осуждении кампании травли президента РФ» и «О поддержке правительства Е. М. Примакова»

### Союз правых сил
8 декабря 1998 на заседании политсовета РПСД А.Яковлеву было дано согласие на его участие в создании оргкомитета правоцентристского блока (с января 1999 — блок «Правое дело»). После образования в конце августа 1999 года «Союза правых сил» (СПС) РПСД вошла в него на неформальной основе.

### Неудавшийся IV съезд
11 июня 1999 года состоялось заседание актива Российской партии социальной демократии. Первоначально предполагалось, что это будет IV съезд РПСД, однако из-за отсутствия кворума делегатам пришлось ограничиться проведением совещания. На рассмотрение съезда предполагалось вынести проекты резолюций «О предстоящих избирательных кампаниях» и «О задачах партии в кампании по выборам в Госдуму», однако из-за отсутствия кворума их утверждение также было перенесено на будущее.

### Участие в выборах 1999 года
Ряд деятелей РПСД принимал в 1999 году в других предвыборных проектах: блок «Голос России» (И. Харичев), «Единство» (В. Комчатов), С. Попов (сначала — «Голос России», затем — «Единство»), «Отечество» (Е. Савостьянов).

## РПСД в 2000—2001 гг

### IV (внеочередной) съезд РПСД
23 марта 2000 года прошёл IV (внеочередной) съезд Российской партии социальной демократии, на котором были приняты решения об освобождении А.Яковлева от обязанностей председателя партии и избрании его почётным председателем РПСД, избрании К. Титова председателем РПСД, освобождении представителя президента РФ в Москве В. Комчатова от обязанностей заместителя председателя партии и избрании на его место бывшего члена руководства движения «Демократическая Россия» Вячеслава Волкова. Был также утверждён состав Политсовета из 20 человек. На состоявшейся после съезда пресс-конференции К. Титов, лидер СвДР М. Салье, сопредседатель движения «Демократическая Россия» Л. Пономарев, председатель Крестьянской партии России Ю. Черниченко и председатель Калужской региональной радикально-демократической партии М. Громова подписали заявление о воссоздании Координационного совета Коалиции демократических сил «Правое дело».
Как отметил Яковлев в своём докладе, в России идёт «форсированная бюрократизация демократии». Противостоять этому процессу и намерена РПСД, которая, по мнению Яковлева, способна объединить идеалы либерализма и социал-демократии. К Путину у партии отношение двойственное: с одной стороны, он «говорит правильные вещи», с другой—в его делах «кое-что настораживает». Например, появление на здании ФСБ на Лубянке барельефа Юрия Андропова. Когда Яковлев говорил об экс-председателе КГБ, на сцене Дома журналистов неожиданно погас свет. «Вот вам и КГБ», — подытожили делегаты.

### Деятельность между IV и V съездами
7 апреля 2000 года прошло закрытое совещание представителей организаций — инициаторов воссоздания Коалиции демократических сил, в котором приняли участие руководители Российской партии социальной демократии, организации «Свободные демократы России», движения «Демократическая Россия», Крестьянской партии России. Участники совещания приняли заявление, в котором поддержали призыв Ю. Рыжова, С. Филатова, Е. Яковлева, Е. Савостьянова и Ю. Афанасьева к созданию широкой демократической коалиции.
12 мая 2000 года состоялось закрытое заседание Политсовета Российской партии социальной демократии, на котором было решено участвовать в создании Союза правых сил только при условии приглашения РПСД в состав учредителей СПС. В случае невыполнения этого условия участие председателя партии К.Титова в СПС на персональной основе было признано недопустимым.
В тот же день состоялось заседание инициативной группы по созданию объединения «Демократическая коалиция», в котором приняли участие представители организации «Свободные демократы России», «Крестьянской партии России», движения «Демократическая Россия» Российской партии социальной демократии. Было принято решение провести в сентябре-октябре учредительный съезд ДК. Участникам заседания был роздан для ознакомления проект устава ДК.
19 июля 2000 прошёл пленум Федерального правления Российской партии социальной демократии, на котором были внесены изменения в состав ФП (несколько человек за утерю связи с ФП были из него выведены, вместо них избрано несколько новых членов); по собственному желанию от должности председателя Исполкома РПСД освобождён Г. Рогозин (на его место назначен полковник в отставке Виктор Леонтьев); принято решение о проведении в октябре очередного съезда партии, в ходе которого предполагалось, в частности, внести изменения в программу РПСД и обсудить дальнейшие планы партии.
27 июля 2000 года состоялось заседание Политсовета Российской партии социальной демократии, на котором было решено намеченный на октябрь очередной съезд РПСД провести в Москве (рассматривалась также возможность проведения его в Самаре); утверждён состав оргкомитета съезда и рабочей группы по подготовке его документов (во главе с А. Яковлевым); обсуждены три аналитических записки — о перспективах социал-демократии, о прокуратуре (её основные положения были в тот же день опубликованы в «Независимой газете») и о форме и содержании программы РПСД. На 18 августа намечено проведение пленума Федерального правления РПСД.
18 августа 2000 года состоялся пленум Федерального правления Российской партии социальной демократии, на котором была определена дата предстоящего съезда РПСД (28 октября), а также решены технические вопросы, связанные с его проведением.
В октябре 2000 года готовность к роспуску Республиканской партии Российской Федерации выразил её председательВладимир Лысенко. Он, правда, говорил о вступлении не в СПС, а в организацию, которую предполагается создать на основе коалиции Союза правых сил и «Яблока». Однако в партии ему не вняли, и на IX съезде РПРФ обсуждалось уже не вступление республиканцев в какую-то другую партию, а участие в работе т. н. «Демократического совещания», к созыву которого с весны призывает Г. Явлинский. Понятно, что такой вариант в наибольшей степени устроил бы не только РПРФ, но и массу других организаций, оказавшихся за бортом Союза правых сил, — Российскую партию социальной демократии (К. Титов), Крестьянскую партию России (Ю. Черниченко), движение «Демократическая Россия» (Л. Пономарев и Г. Якунин), организацию «Свободные демократы России» (М. Салье) и др. Ещё бы — в «Демократическом совещании» они участвовали бы на равных с СПС и «Яблоком», и в дураках остались бы не они, а те, кто вступили в Союз правых сил и даже согласились на самороспуск. Впрочем, именно поэтому идею созыва «Демократического совещания» и следует признать утопической — «Яблоку» это, конечно, было бы весьма на руку, поскольку оно таким образом стало бы центром притяжения для всех обиженных «правыми» «малолитражных» партий, но Союзу правых сил подобная перспектива ни в малейшей степени привлекательной не покажется.

### V съезд РПСД
28 октября 2000 года прошёл V съезд Российской партии социальной демократии, на котором была принята новая программа РПСД и сформированы руководящие органы партии. В Политсовет (из 25 человек) по должности вошли К.Титов (председатель РПСД), А. Яковлев (лидер РПСД), Вяч. Волков (первый заместитель председателя РПСД), Виктор Леонтьев (председатель Исполкома РПСД) и руководители Межрегиональных окружных координационных советов. На персональной основе в ПС были избраны член руководства Общества купцов и промышленников Дмитрий Вовчук, глава Старшины ОКиП Олег Гарцев, вице-президент Фонда социально-экономических и социальных программ Владимир Журавский, Л. Куликов, заместитель председателя РПСД Елена Медведкова, пресс-секретарь РПСД Елена Никитенко, председатель Российского профсоюза работников малого и среднего бизнеса Александр Попов, руководитель Движения предпринимателей Самарской области Валерий Путько, президент финансовой группы «Конклав Холдинг» Максим Семашев, президент ФСЭиСП Сергей Филатов, И. Харичев, Владимир Волков и С. Мищенко. В Центральное правление РПСД (113 человек) вошли члены ПС (25), руководители региональных отделений партии (73), а также, на персональной основе, председатель Комитета по правам военнослужащих Анатолий Алексеев, Владимир Бородич, председатель Совета Общества купцов и промышленников Олег Второв, член руководства Российского профсоюза работников малого бизнеса Дмитрий Зорин, президент Гильдии пекарей Юрий Кацнельсон, член правления Московского отделения РПСД Владимир Кернаценский, журналист Валерий Кучер, гендиректор ООО «Северный альянс» Николай Липин (спонсор РПСД с 1997 г.), президент Фонда Ролана Быкова Армен Медведев, заместитель председателя Исполкома РПСД Владимир Миронов, заместитель председателя Российского профсоюза работников малого бизнеса Владимир Невзоров, бывший председатель Исполкома РПСД Георгий Рогозин, тележурналист Владимир Романцов, гендиректор ООО «Лесовик» (Санкт-Петербург) Сергей Фрадкин. В Центральную контрольно-ревизионную комиссию были избраны Виктор Хиленков (председатель), адвокат Владимир Корытко, сопредседатель-координатор Российской благотворительной общественной организации инвалидов «Инвамед» Юрий Морозов, пресс-секретарь Общества купцов и промышленников России Лариса Фролова и С. Артюхов. Кроме того, О. Гарцев и И. Харичев были избраны заместителями председателя РПСД.

### Деятельность в период между V и VI съездами
24 ноября 2000 года состоялось первое заседание нового состава Политсовета Российской партии социальной демократии, в ходе которого были обсуждены проблема объединения социал-демократических организаций и отношение РПСД к участникам местных выборов.
8 декабря 2000 года состоялось заседание Политсовета Российской партии социальной демократии, на котором были распределены обязанности между членами ПС нового состава.
3 августа 2001 состоялось заседание Политсовета Российской партии социальной демократии, на котором была сформирована группа для ведения переговоров с межфракционным депутатским объединением «Евразия» — относительно возможности подписания соглашения о партнерстве. Были приняты к сведению заявления о выходе из партии члена ПС А. Суркова и бывшего первого заместителя председателя РПСД Вячеслава Волкова, в ПС кооптирован президент Российской гильдии пекарей и кондитеров Юрий Кацнельсон.
14 сентября 2001 состоялось заседание Политсовета Российской партии социальной демократии, на котором было принято решение созвать 18 сентября очередной пленум Центрального правления партии и рассмотреть на нём вопрос о проведении VI съезда РПСД. Вместо В. Журавского в Политсовет был кооптирован член Самарского регионального отделения РПСД, руководитель департамента самарской обладминистрации по делам молодёжи О. Фурсов.
18 сентября 2001 состоялся пленум Центрального правления РПСД, на котором было принято решение о проведении 3 ноября в Москве VI съезда партии. Была удовлетворена просьба членов Политсовета С. Филатова, Л. Куликова, А. Суркова, В. Волкова и В. Журавского о выходе из партии. Вместо в них в ПС кооптированы председатель Московской областной организации РПСД Г. Рогозин, члены Центрального правления партии В. Невзоров и Ю. Кацнельсон, член Московской областной организации В. Корытко, председатель правления Брянского отделения Н. Руденок, член Самарского регионального отделения О. Фурсов.

### VI съезд РПСД
3 ноября 2001 года прошёл VI съезд Российской партии социальной демократии, на котором были внесены изменения в устав РПСД. В должности заместителей председателя РПСД были утверждены Е. Медведкова и В. Игрицкий, в должности председателя Исполкома — В.Миронов. Были также одобрены действия руководства РПСД по участию в объединительном процессе среди социал-демократов, всем членам РПСД рекомендовалось войти в новую партию и выступить в качестве инициаторов собраний её сторонников на местах.

## Ликвидация РПСД
24 ноября 2001 года состоялся учредительный съезд Социал-демократической партии России (объединённой). Константин Титов был избран Председателем новой партии (лидером избран Михаил Горбачёв).
8 декабря 2001 года состоялся учредительный съезд Конституционной партии РФ. Делегаты приняли проекты устава и программы КоПРФ, а также заявление съезда («На наш взгляд, Конституция и есть тот общественный договор, который общество заключает с властью»). Председателем партии был избран Вячеслав Волков (в прошлом — один из лидеров движения «Демократическая Россия», заместитель главы администрации президента РФ и первый заместитель председателя Российской партии социальной демократии), председателем Политсовета — Ярослав Терновский. Были также избраны Политсовет (26 человек) и Ревизионная комиссия.
6 июля 2002 года Российская партия социальной демократии официально самораспустилась.